# Giacimento di ossidiana di Conca' e Cannas
Il giacimento di Conca' e Cannas, è un giacimento di ossidiana che si trova nel territorio del comune di Masullas.

## Descrizione
Il luogo è stato inserito nella zona 1 del Parco geominerario storico ambientale della Sardegna, compreso nella rete dei geoparchi dell'UNESCO.
Già nella prima metà del 1800 il generale Alberto de La Marmora aveva constatato la presenza dell'ossidiana sul monte Arci, ma fu solo negli anni 50 del XX secolo che il giacimento venne scoperto dallo studioso Cornelio Puxeddu e, grazie alla collaborazione del professor Giovanni Lilliu e agli scavi del professor Carlo Lugliè, si appurò lo sfruttamento da parte dell'uomo fin dal tardo neolitico (circa 3000 a.C.) che alimentò una fiorente attività commerciale verso le coste del Mediterraneo.
In seguito alla scoperta del filone venne quindi aperta una cava per l’estrazione e la produzione della perlite.